# Psydrinae
Sous-famille
Les Psydrinae sont une sous-famille d'insectes coléoptères de la famille des Carabidae.

## Classification
- Amblytelini Blackburn, 1892
  - Amblytelina Blackburn, 1892
    - Amblytelus Erichson, 1842
    - Dystrichothorax Blackburn, 1892
    - Epelyx Blackburn, 1892
    - Paratrichothorax Baehr, 2004
    - Pseudamblytelus Baehr, 2004
    - Trichamblytelus Baehr, 2004

  - Melisoderina Sloane, 1898
    - Celanida Castelnau, 1867
    - Melisodera Westwood, 1835
    - Moriodema Castelnau, 1867
    - Moriomorpha Castelnau, 1867
    - Rhaebolestes Sloane, 1903
- Gehringiini Darlington, 1933
  -     - Gehringia Darlington, 1933
- Psydrini LeConte, 1853
  - Meonina Sloane, 1898
    - Bembidiomorphum Champion, 1918
    - Meonis Castelnau, 1867
    - Meonochilus Liebherr & Marris, 2009
    - Raphetis Moore, 1963
    - Selenochilus Chaudoir, 1878

  - Psydrina LeConte, 1853
    - Laccocenus Sloane, 1890
    - Mecyclothorax Sharp, 1903
    - Neonomius Moore, 1963
    - Nomius Laporte, 1835: 144
    - Psydrus LeConte, 1846

  - Tropopterina Sloane, 1898
    - Molopsida White, 1846
    - Pterogmus Sloane, 1920
    - Sitaphe Moore, 1963
    - Teraphis Castelnau, 1867
    - Theprisa Moore, 1963
    - Trephisa Moore, 1963
    - Tropopterus Solier, 1849